# Combiné

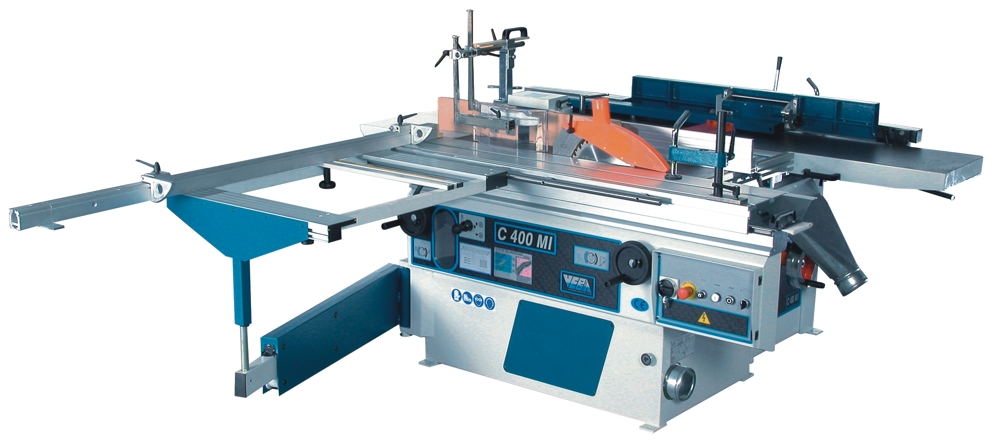
Combiné, met vlak- en vandiktebank en een langszaag, verstek tot 45°

Combiné is de Vlaamse term waarmee een houtbewerkingstoestel bedoeld wordt dat meerdere houtbewerkingen kan uitvoeren.
Een combiné verenigt twee of meer van de volgende machines:
- Cirkelzaag
- Freesmachine
- Schaafmachine waaronder vandiktebank en/of vlakbank
- Boormachine

## Voor- en nadelen
Voordeel aan zo een machine is dat hij ruimte en kosten bespaart in vergelijking met meerdere machines met elk een aparte functie. Kenmerkend voor het toestel is verder dat in bepaalde gevallen slechts één motor wordt gebruikt voor alle delen en soms ook dezelfde assen en messen.
Een nadeel van de combiné is dat het wisselen van functie een bepaalde ombouwtijd vraagt in vergelijking met aparte toestellen. Een ander nadeel is dat als er een onderdeel kapot gaat, er vele functies tegelijk onbruikbaar kunnen worden. Verder zal men bij productie van grotere series liever aparte machines hebben, eventueel met rollenbanen of lopende band ertussen, zodat de werkstukken steeds in één doorloop bewerkt kunnen worden. Bij een combiné kan het gebeuren dat elk stuk meermalen door dezelfde machine moet.

## Benaming
De benaming combiné, afkomstig van het Frans, betekent gecombineerd, samengevoegd. De term wordt gebruikt in Vlaanderen, maar is in Nederland vrijwel onbekend. In Nederland is er geen vaststaande aanduiding voor. Een dergelijke machine kan aangeduid worden als combimachine, universeelmachine of vlak- en vandiktebank, of met de algemene term houtbewerkingsmachine.